# Exhorder
Gli Exhorder sono una band thrash/groove metal di New Orleans, Louisiana. Essi sono descritti da molti come la band che diede i principali spunti per la nascita dello stile groove metal, portato al successo dai Pantera.

## Storia del gruppo
Gli Exhorder esordirono con la pubblicazione del demo "Get Rude" nel 1986, che precedette il loro album di esordio, Slaughter in the Vatican. Pubblicato il secondo album, The Law, nel 1992 la band si sciolse e il cantante Kyle Thomas si unì ai Floodgate. Il gruppo si era riunito occasionalmente un paio di volte e per tre anni nel 2008. Dopo una momentanea separazione son tornati insieme nel 2017 per riprendere l'attività live. Nel maggio 2019, gli Exhorder annunciarono il tour "Meditations Over North America" per settembre, assieme a Krisiun and Hatchet in apertura dei Kataklysm.

### Anno (2019)
Dopo ben 27 anni dal precedente lavoro in studio, con una formazione parzialmente rinnovata e un nuovo contratto con la storica etichetta discografica Nuclear Blast a luglio annunciano il terzo album Mourn the Southern Skies, pubblicato il 20 settembre 2019: il primo singolo My Time era disponibile per lo streaming.

### Anno (2024)
Nel mese di marzo del 2024 esce il loro quarto studio album dal titolo Defectum Omnium e vede la formazione portata a quattro musicisti in cui entra il conosciuto Pat O'Brien storico ex chitarrista dei Cannibal Corpse.

### Il caso Pantera
Gli Exhorder sono involontariamente rimasti famosi per le lunghe critiche date alla band Pantera, accusata di aver preso eccessivamente spunto dallo stile musicale degli Exhorder per giungere al successo. Certo è che il cambiamento stilistico dei Pantera, culminato con la produzione del disco Cowboys from Hell, avvenne subito dopo la pubblicazione di Slaughter in the Vatican ma molte riviste, tra cui la celebre All Music Guide, si sono schierate in difesa del gruppo texano. Comunque, molti fan e critici continuarono a sostenere il "furto" del sound degli Exhorder. Recentemente l'ex cantante di tale band, Kyle Thomas, ha rilasciato un'intervista dichiarando sbagliate le voci che annunciano l'avvenuta copiatura da parte dei Pantera e annunciando che la sua band era molto unita ai Pantera e amava condividere il palco con loro. Kyle ha anche espresso tutto il suo sconforto per la morte di Dimebag Darrell.

## Formazione
Attuale
- Kyle Thomas – voce (1985-1992, 1998, 2003, 2008-2011, 2017-presente)
- Pat O'Brien – chitarra (2024-presente)
- Jason Viebrooks – basso (2017-presente)
- Sasha Horn – batteria (2017-presente)

Ex-componenti
- Andy Villaferra – basso (1985-1991, 2009-2010)
- Chris Nail – batteria (1985-1992, 1998, 2003, 2008-2010)
- David Main – chitarra (1985-1987)
- Jay Ceravolo – chitarra (1987-1992, 1998, 2003, 2008-2011)
- Frankie Sparcello – basso (1991-1992, 2003, 2010-2011)
- Seth Davis – batteria (2010-?)
- Vinnie LaBella – chitarra (1985-1992, 1998, 2003, 2008-2011, 2017-2023)
- Marzi Montazeri – chitarra (2017-2023)

Ex-Turnisti
- Kevin Thomas – basso (1998)
- Tommy Buckley – batteria (2010)
- Jorge Caicedo – basso (2011)
- Jason Viebrooks – basso (2011)

## Discografia

### Album in studio
- 1990 – Slaughter in the Vatican
- 1992 – The Law
- 2019 – Mourn the Southern Skies
- 2024 – Defectum Omnium

### Demo
- 1986 - Get Rude